# Adélard Savoie
Pour les articles homonymes, voir Savoie.
Adélard Savoie, né le 21 novembre 1922 à Néguac et mort 27 août 2004, est un avocat et un professeur canadien, originaire de Dieppe, au Nouveau-Brunswick.

## Biographie
Adélard Savoie naît le 21 novembre 1922 à Néguac, au Nouveau-Brunswick. Il fait ses études au Collège Saint-Collège où il obtient un Baccalauréat en arts en 1945 puis un baccalauréat en sciences sociales à l'Université Laval, au Québec, en 1947. Il continue avec des études en Droit et est admis au barreau en 1950.
Le 28 juin 1948, il est élu député à l'Assemblée législative du Nouveau-Brunswick sous l'étiquette libérale et devient le premier maire de la nouvelle cité de Dieppe en 1952.
En 1967, il succède Clément Cormier en tant que recteur de l'Université de Moncton, poste qu'il occupe jusqu'à 1974. En 1968, il fait un voyage en France avec trois autres Acadiens, Gilbert Finn, Léon Richard et Euclide Daigle, où il rencontre Charles de Gaulle afin d'obtenir l'aide financière de la France pour développer les institutions acadiennes. Il est fait officier de l'Ordre du Canada en 1976.
Il meurt le 27 août 2004.